# 数据处理单元
数据处理单元（Data processing unit，DPU）是一种可编程電子電路，它具有数据处理以及硬件加速功能，数据处理单元主要用於數據中心內的數據計算處理。  一个DPU通常含有一个中央处理器 、 网卡和可编程数据硬件加速引擎， 因此DPU可以像中央处理器那樣處理數據的同時還可以处理網路封包。 